# Turdina de Palawan
La turdina de Palawan (Ptilocichla falcata) és un ocell de la família dels pel·lorneids (Pellorneidae).

## Hàbitat i distribució
Habita els boscos de les terres baixes a les illes Palawan i Balabac, a les Filipines sud-occidentals.